# 薛涌
薛涌（1961年—），美国华人学者，2004年起历任萨福克大学历史学系助理教授、副教授。

## 简介
1979年考入北京大学中文系，获文学学士。1995-1997年在耶鲁大学攻读东亚研究，获文学硕士，1997-2006年在耶鲁大学历史学系读博，获哲学博士。
薛涌目前教授中国历史、日本历史和世界历史中的文化接触。他曾在中国担任记者和学者，目前是中国几家主要报纸和杂志的专栏作家和定期撰稿人。着有《直话直说的政治》一书，由广西师范大学出版社出版。由于他在中国媒体上的作品，《南方人物周刊》将他选为影响中国的50位“公共知识分子”之一。
旅美前曾就职于《北京晚报》、中国社会科学院政治学研究所。